# Dowth
Dowth (in irlandese Dubhadh) è una tomba a corridoio neolitica situata nella Boyne Valley, nella contea di Meath, in Irlanda. È una delle tre tombe principali del sito Patrimonio dell'umanità di Brú na Bóinne, un paesaggio di monumenti preistorici tra cui le grandi tombe a passaggio di Dowth, Newgrange e Knowth. A differenza di Newgrange e Knowth, Dowth non è stata ancora datata in modo indipendente, ma le sue caratteristiche la allineano con le altre tombe a corridoio che risalgono approssimativamente tra il 3200 e il 2900 a.C. Tuttavia, Harbison (1970) data la tomba al 2500-2000 a.C. È meno sviluppata come attrazione turistica rispetto alle sue vicine, in parte perché la camera è molto più bassa, e in parte perché la decorazione è meno visibile. Fu in parte scavata nel 1847 dalla Royal Irish Academy che fece saltare con la dinamite il tetto causando il cratere ancora visibile, sebbene fosse stata saccheggiata dai Vichinghi e da precedenti saccheggiatori molto prima. Dal 2012 al 2015 sono state effettuate indagini sul campo, archeologiche e geofisiche, dell'intero sito, compresi i monumenti successivi. Nel luglio 2018 è stata scavata un'altra tomba a corridoio nel parco della vicina Dowth Hall, rivelando significativi esempi di arte rupestre neolitica simili a quelli di Dowth e degli altri siti di Brú na Bóinne.

## Descrizione
Il cairn o tumulo ha un diametro di circa 85 metri, è alto circa 15 metri, ed è circondato da grandi cordoli, alcuni dei quali sono decorati. Il quarzo è crollato fuori dal marciapiede, suggerendo che l'ingresso di questa tomba fosse circondato da un bianco scintillante, come a Newgrange. Tre passaggi in pietra conducono nel tumulo da ovest. Si tratta di due tombe a corridoio (conosciute come Dowth North e Dowth South) e un sotterraneo.
Il più lungo dei passaggi (Dowth North) è lungo 18,2 metri ed è attraversato da 3 davanzali e termina in una camera cruciforme con un tetto ad architrave (non a mensola come a Newgrange e Knowth). Dowth South è lungo 3,5 metri e termina in una camera approssimativamente circolare con un moderno tetto in cemento (il tetto originale è crollato). A Dowth North, molti degli ortostati (pietre dritte) del passaggio e della camera sono decorati con spirali, galloni, losanghe e cerchi con raggi. Sul pavimento si trova un'unica vasca in pietra, di dimensioni 1,4 x 1 metro. Il braccio destro della croce conduce in un'altra lunga camera rettangolare con un'estensione a forma di L inserita su un basso davanzale, a volte indicata come "l'annesso". Questa potrebbe essere la prima parte della tomba, in seguito inserita nel disegno della tomba cruciforme. Questo annesso è pavimentato con un lastricato lungo 2,4 metri contenente un "bullaun" ovale (depressione artificiale). Fino a poco tempo fa si raggiungeva la tomba cruciforme scendendo una scala in una gabbia di ferro e strisciando su pietre sciolte. Ora l'accesso è limitato e tutte le funzionalità sono protette da griglie metalliche.
Un cordolo con coppe, una spirale e un disegno a forma di fiore segnano l'ingresso a Dowth South. Mentre il tetto attuale è moderno, è possibile che quello originale fosse a mensola, come a Newgrange. Questa tomba ha poche pietre decorate e un ampio recesso a destra.
Il terzo ingresso visibile sul lato ovest di Dowth è un sotterraneo paleocristiano. Conduce al passaggio di Dowth North ed è stato costruito intorno al X o XI secolo. Gli Annali dell'Ulster e gli Annali dei Quattro Maestri si riferiscono ai norvegesi che saccheggiarono la "grotta" di Dowth intorno all'862; la "grotta" in questa descrizione potrebbe riferirsi al sottosuolo.
Il tumulo originariamente aveva circa 115 cordoli che lo circondavano. Kerbstone 51, a volte chiamato la "Pietra dei Sette Soli", presenta una serie di intagli circolari radiali, simili a quelli di Loughcrew.
Il tumulo è stato ampiamente scavato nel XIX secolo e il cratere causato dallo scavo sembra non essere stato riempito, il che ha portato al suo successivo utilizzo per l'estrazione della pietra.

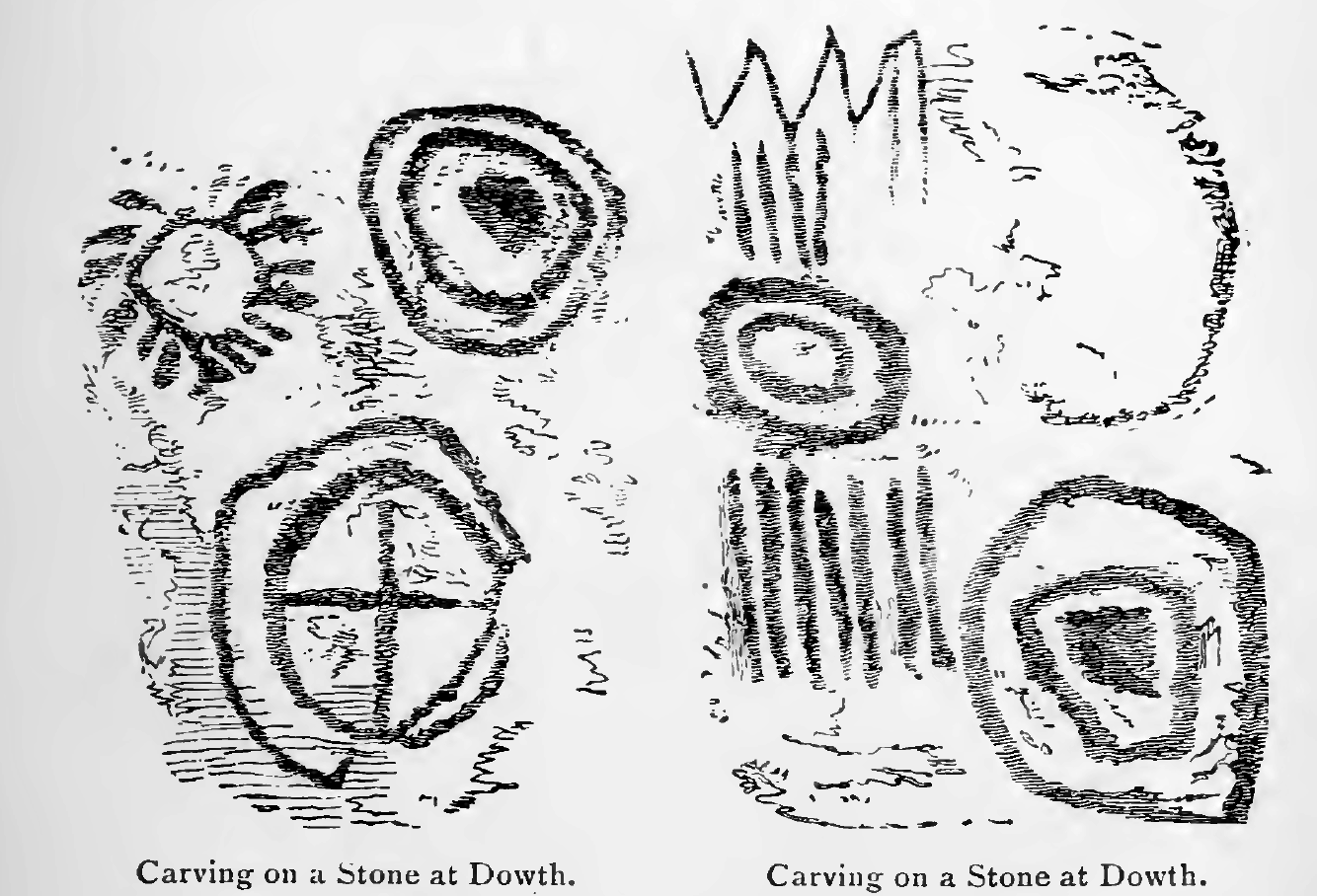
Schizzi di sculture in pietra di Dowth

## Allineamento astronomico
Dowth condivide una speciale celebrazione solare con la vicina Newgrange durante il solstizio d'inverno. Martin Brennan, autore di The Stars and the Stones: Ancient Art and Astronomy in Ireland - Thames and Hudson 1983, scoprì il notevole allineamento nel corso dei suoi dieci anni di studio nella Boyne Valley. Da novembre a febbraio i raggi del sole della sera raggiungono il passaggio e poi la camera di Dowth South. Durante il solstizio d'inverno la luce del sole basso si sposta lungo il lato sinistro del passaggio, quindi nella camera circolare, dove tre pietre sono illuminate dal sole.

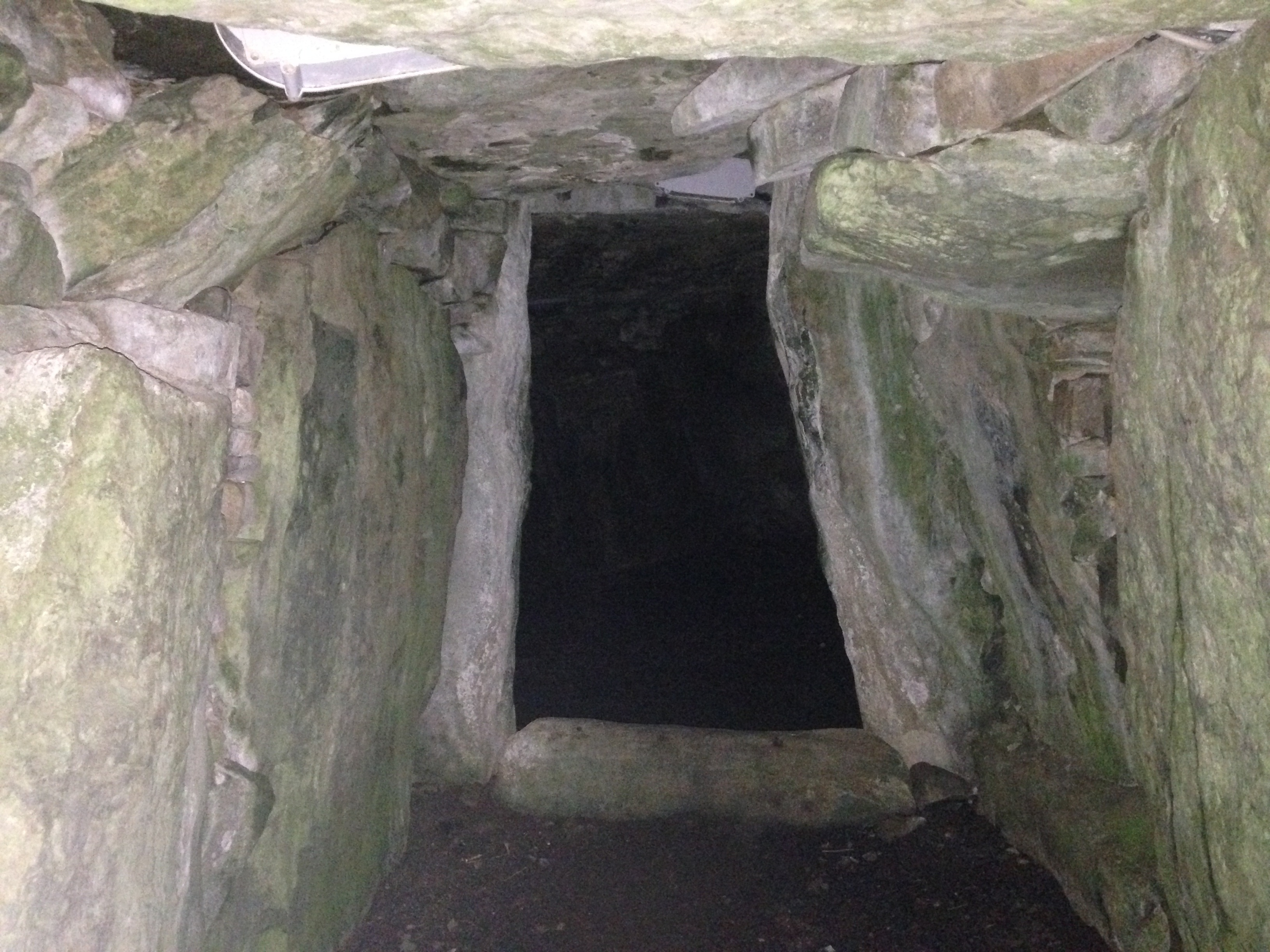
Ingresso della camera

La pietra centrale convessa riflette la luce del sole in una nicchia buia, illuminando le pietre decorate. I raggi poi si ritirano lentamente lungo il lato destro del passaggio e dopo circa due ore il sole si ritira da Dowth South.